# 榆林乡 (临夏县)
榆林乡，是中华人民共和国甘肃省临夏回族自治州临夏县下辖的一个乡镇级行政单位。

## 行政区划
榆林乡下辖以下地区：
联合村、夏家湾村、榆河村、窑湾村、榆林村、榆丰村、泉家岭村和东沟村。